# Баголій Ігор Михайлович
Баголі́й І́гор Миха́йлович — російський актор театру й кіно, заслужений артист Росії (2002).

## Біографія
Ігор Михайлович Баголій народився 6 травня 1965 року в Луганську. Його юні роки пройшли в Воркуті. Театральну освіту здобував у Саратовському театральному училищі імені І. А. Слонова, до якого вступив у 1983 році. Через рік, на другому курсі училища, його призвали до лав Радянської армії. Служив у Німеччині, в місті Карл—Маркс—Штадт (Karl—Marx—Stadt, в даний час Хемніц — Chemnitz), у хімвзводі. Крім цього, отримав військову спеціальність водія. Брав участь у військовому хорі, який гастролював по всій Німецькій Демократичній Республіці. Після служби в армії продовжив навчання у театральному училищі на курсі В. А. Єрмакової, яке закінчив у 1990 році. В цьому ж році він стає актором Саратовського театру драми.

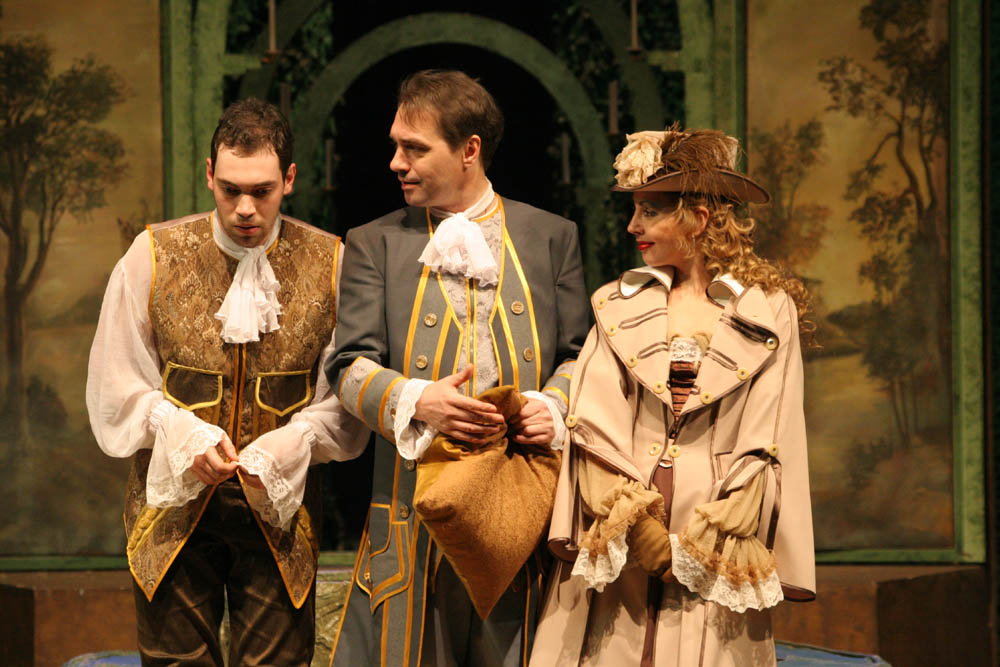
Ігор Баголій в спектаклі «Ніч помилок»

Свою першу театральну роль, будучи ще студентом, зіграв в «Небезпечних зв'язках» Вальмона. Це був складний і яскравий образ Лакло. Ігор Баголій був партнером Валентини Федотової та Наталії Мерц, заявивши свій талант та акторський азарт.
У 2004 році Ігоря Баголія запросили працювати на кафедрі майстерності актора театрального факультету Саратовської державної консерваторії. Тут він створив власну майстерню, випустивши у 2008 році перший курс, де як режисер здійснив постановки дипломних спектаклів «Виглядкі або колискова для дорослих» за творами В. Леванова, А. Чехова, «Витівки Скапена» за п'єсою Ж.-Б. Мольєра, «Ластівка» за п'єсою А. Толстого.
За роки роботи в театрі актор грав з спектаклях, які ставили режисери Олександр Іванович Дзекун, Антон Валерійович Кузнєцов, П. А. Штейн, І. Г. Коняєв, Олена Чорна, Марина Глуховська, Олександр Плетньов, Ансар Халілуллін, Антон Коваленко. Знімався в серіалах: «Парижани» (2005), «Ера стрільця» (2006), «Переділ: кров з молоком» (2008), «Адвокат» (2009).

## Ролі в театрі

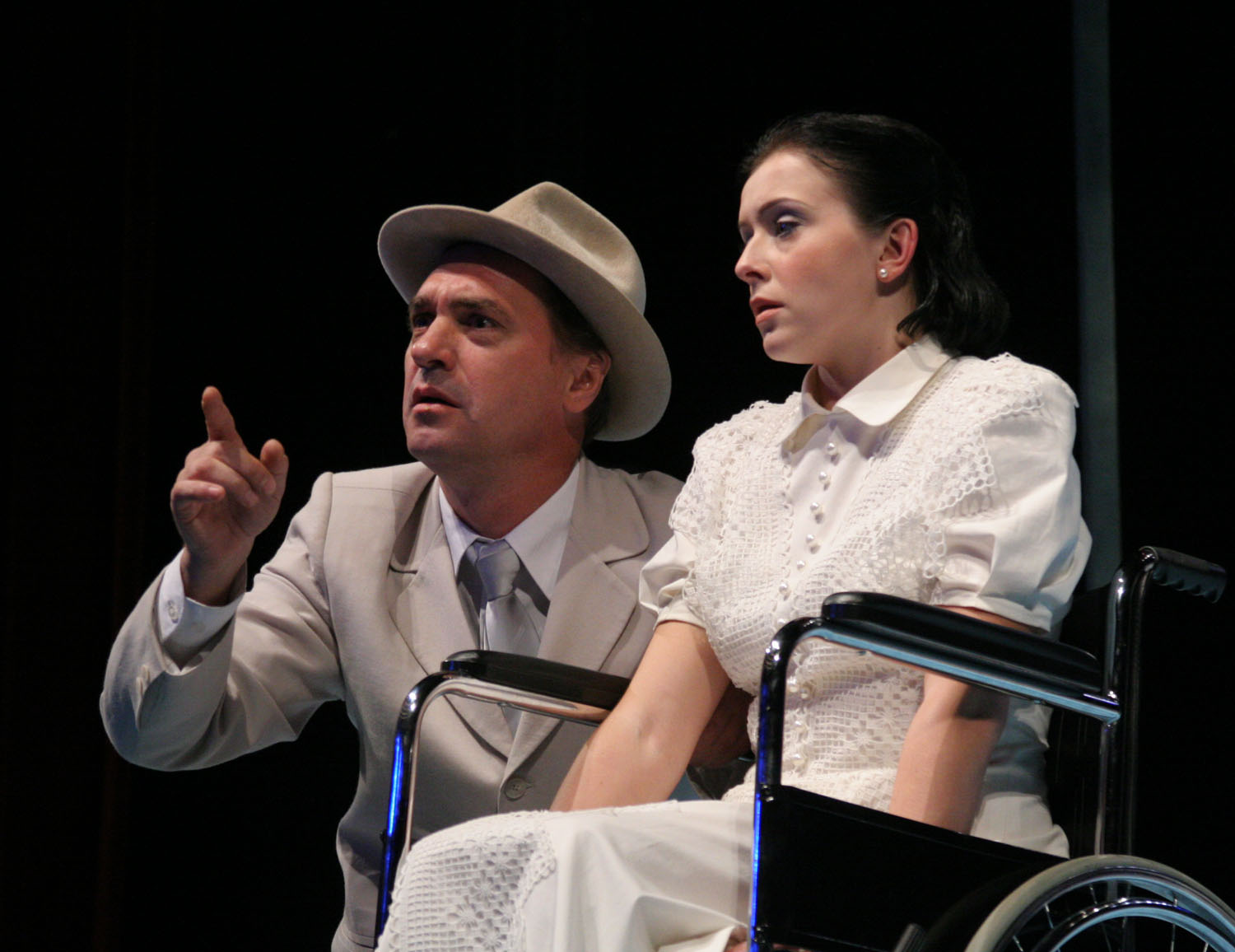
Сцена спектаклю «Чайка»

#### Саратовський театр драми

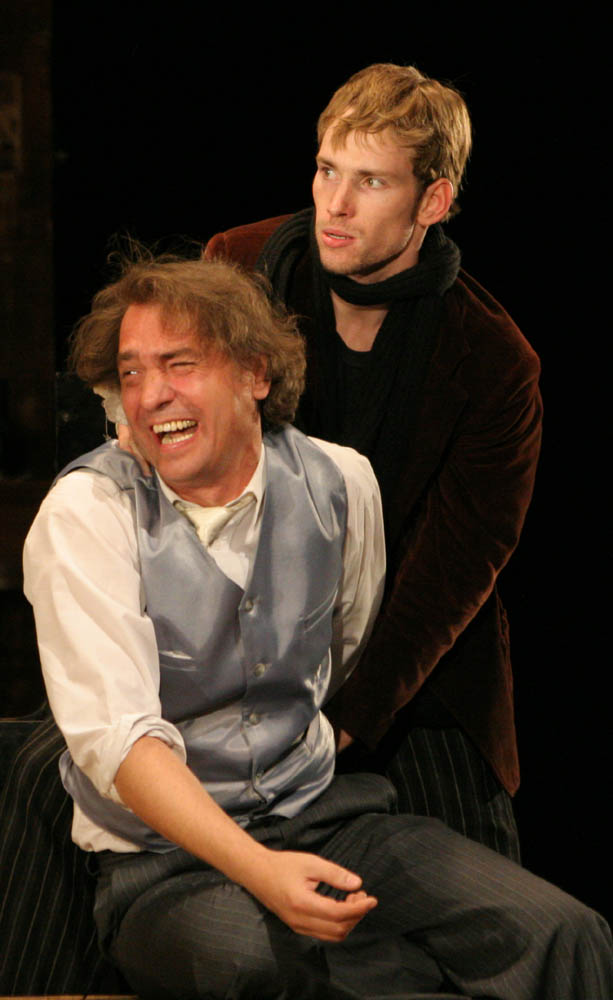
Сцена спектаклю «Найкращі дні»

- «Небезпечні зв'язки» Вальмона — Лакло
- «Аркадія» Тома Стоппарда. Режисер О. І. Дзекун — Бернанд Найтінгейл
- «Тайбеле та її демон» Ісаака Зінгера. Режисер: О. І. Дзекун — Алханон
- «Брат Чічіков» Ніни Садур. Режисер: О. І. Дзекун — Ноздрьов
- «Новий американець» — Довлатов
- «Вишневий сад» А. П. Чехова — Лопахін
- «Падіння Риму» І. Друце — Марк Регул
- «На дні» М. Горького — Кліщ, Барон
- «Король, дама, валет» Набокова — Драйзер
- «Пан de Мопассан» — Мопассан
- «Роберто Зукко» — Братик
- «Сплендідс» — Рітон
- «Невгамовний дух» Коуарда — Чарлз Кендемін
- «Одруження Фігаро» — граф Альмавіва
- «Довге щасливе життя» Шпаликова — Батько
- «Біла гвардія» Булгакова — Студзінський
- «Віктор чи діти при владі» Роже Вітрак (режисер О. І. Дзекун) — Шарль Поммель
- «Крематорій» Ладислава Фукса (режисер О. І. Дзекун) — Віллі Рейнкс
- 2003 — «Сніданок у ватажка»  І. Тургенєва. Режисер: Ігор Коняєв — Беспандін
- «Скарбничка» Лабіша — Шамбурсі
- 2005 — «Ловить вовк, ловлять і вовка» («Вовки і вівці») Островського (режисер Олена Чорна) — Мурзавецька
- 2006 — «Дядя Ваня» Чехова (режисер Олена Чорна) — Астров
- 2006 — «Трамвай на ймення «Бажання»» Теннесі Вільямса. Режисер:  М. Глухівська — Стенлі Ковальські
- 2007 — «Безіменна зірка» Михайла Себастіана (режисер Олександр Плетньов) — Гріг
- 2008 — «Найкращі дні нашого життя» У. Сарояна. Режисер: Олександр Плетньов — Блик
- 2009 — «Умовні одиниці» Вікторії Никифорової. Режисер: Ансар Халілуллін — він
- 2009 — «П'ять вечорів» О. Володина. Режисер: Ольга Харитонова — Тимофєєв
- 2010 — «Одруження» по М. В. Гоголю. Режисер: Антон Коваленко — Підколесін
- 2010 — «Чайка» А. П. Чехова. Режисер: Сергій Стеблюк — Борис Олексійович Тригорін
- 2011 — «Урод» Маріуса фон Майенбурга. Режисер: Явор Гирдєв — Летте

### Режисер театру
- 2007 — « Виглядки або колискова для дорослих» (інсценізація за п'єсами А. П. Чехова і Вадима Леванова
- 2007 — «Витівки Скапена»  Мольєра
- 2008 — «Касатка» О. М. Толстого
- 2011 — «Плутні Скапена» Мольєра (Пензенський обласний драматичний театр імені А. В. Луначарського)
- 2011 — «Лейтенант з острова Інішмор» Мартіна Макдонаха
- 2011 — «Всі миші люблять сир» Дюли Урбан (Пензенський обласний драматичний театр імені А. В. Луначарського)

### Фільмографія
- 2006 — Парижани — Алексанр Фролович Кудашов, бізнесмен кримінального штибу на прізвисько «Саша Невський»
- 2007 — Ера Стрільця — Андрій Єлістратов
- 2008 — Переділ. Кров з молоком — Сергій Леонідович Дробиш
- 2009 — Адвокат (серія «Вогонь кохання»)
- 2011 — Мент у законі 5
- 2012 — У неба, на краю …